# Rudolf Machálek
Rudolf Machálek (6. září 1917 – ???) byl český a československý politik a poúnorový bezpartijní poslanec Národního shromáždění ČSSR.

## Biografie
Ve volbách roku 1960 byl zvolen do Národního shromáždění ČSSR za Severomoravský kraj jako bezpartijní kandidát. V Národním shromáždění zasedal až do konce volebního období parlamentu, tedy do voleb v roce 1964.